# Quantitative Sensorische Testung
Die Quantitative Sensorische Testung (QST) ist ein psychophysisches Verfahren zur quantitativen Messung verschiedener sensorischer/sensibler und Schmerz-Modalitäten, das bei der Diagnostik neuropathischer Schmerzen (Plus-Symptome) und der Diagnostik von Sensibilitätsstörungen (sensorische Defizite, Minus-Symptome) eingesetzt werden kann (Rolke, Baron, Maier et al. 2006).

## Entwicklung
Der „Deutsche Forschungsverbund Neuropathischer Schmerz“ (DFNS) um Rolf-Detlef Treede an der Universität Mainz hat moderne Reiz-Instrumente in standardisierter Form zur Messung bei 180 Normalpersonen untersucht, um damit einen Referenzstandard zu generieren.
Dabei wurden 13 verschiedene sensible und Schmerz-Tests zu einer Testbatterie zusammengefügt, wobei es auch alternative Zusammensetzungen gibt.

## Ablauf des DFNS-Protokolls
Der Test bedarf der wachen und aktiven Mitarbeit des Probanden. Zunächst wird mittels einer Thermode die Warm-/ sowie die Kalt-Schwelle getestet, danach im Wechsel die Warm-Kalt-Alteration und hiernach der Hitze- und Kälteschmerz. Anschließend wird mittels Glasfaser-Monofilamenten (entsprechen von-Frey-Haaren der Stärken 0,5 bis 512 mN) die epikritische Sensibilität ausgetestet. Hieran gliedert sich die Untersuchung mittels Pinpricks, stumpfe Nadeln, die durch ihre Kraft (von 8 bis 512 mN, entspricht 0,8 bis 51,2 g) auf ein bestimmtes Hautareal einen spitzen Druckschmerz erzeugen. Danach erfolgt eine Testung auf Allodynie mit spitzen Reizen (Pinpricks) und Berührungen mit Q-Tip, Pinsel und Wattebausch. Hierbei muss der Patient die durch Reizung empfundene Schmerzintensität von 0 bis 100 angeben. Anschließend kommt der Wind-Up-Test; dabei wird zunächst ein Einzelreiz mit 0–100 bewertet und danach die Summe von 10 Einzelreizen im 60-Hz-Rhythmus hintereinander. Die Reizung erfolgt mittels Pinpricks. Danach gliedert sich die Druckmessung an, hierzu wird ein Druckstimulator (Algometer) auf die jeweilige Körperpartie aufgesetzt und gedrückt, bis der Proband es unangenehm findet. Zum Abschluss kommt nun noch die übliche Pallästhesie (Vibrationsmessung mittels Rydel-Seiffer-Stimmgabel).

### Ausgewählte DFNS-Reiz-Instrumente und ihre Funktionsweisen
- Zur Erzeugung von definierten Wärme- bzw. Kältereizen wird der Apparat TSA 2001-II Thermal Sensory Analyzer verwendet (Kontaktfläche 9 cm², Stimulationsbereich 0 bis 50 °C; Medoc Ltd., Israel; vergleichbare Geräte sind u. a.: Thermotester Somedic, Schweden; Kontaktfläche 5 cm², und MSA Thermal Stimulator Somedic, Schweden, Kontaktfläche 12,5 cm²). Der Untersucher variiert die Reiztemperatur bis zur Wärme-/Kälte-Wahrnehmung bzw. Wärme-/Kälte-Schmerz-Wahrnehmung durch den Probanden. Die Temperaturreize stimulieren intraepidermale freie Endigungen der afferenten Aδ (Kälte) und C-Nervenfasern, die als polymodale Rezeptoren mit niedriger Reizschwelle (low threshold mechano-thermal-receptors) für mechanische und thermische Reize fungieren, bzw. solche mit hoher Reizschwelle (high threshold mechano-thermal-receptors), die als Schmerzrezeptoren (Nozizeptoren) fungieren.
- Zur Erzeugung kontrollierter Vibrationen wird die Rydel-Seiffer Stimmgabel verwendet. Die in Schwingungen (64 Hz) versetzte Stimmgabel wird mit dem Ende ihres Stiels auf eine Knochenstruktur aufgesetzt; die horizontalen Schwingungen der Zinken bewirken vertikale 64 Hz Stoßbewegungen des Stiels, die auf die Unterlage übertragen werden. Die sich im Verlaufe des Schwingungsvorgangs verringernde Schwingungsamplitude/Vibrationsamplitude lässt sich semiquantitativ auf einer Skala von 0 bis 8 bestimmen: 0-1/8 (=große Amplitude, grobes Vibrieren), bis 7-8/8 (= kleinste Amplitude, feinstes Vibrieren); die Ablesung erfolgt durch den Untersucher nach Angabe des Endes der Vibrationswahrnehmung durch den Probanden. Vibrations-Wahrnehmung wird durch mechanische Stimulation der Mechanorezeptoren Meißner- und Pacini-Körperchen an Endigungen der afferenten Aβ-Nervenfasern in Haut bzw. Skelett erzeugt.
- Zur Erzeugung punktueller mechanischer Druck- bzw. Berührungs-Einwirkung werden kalibrierte stumpfe Glasfaserfilamente mit einer Kontaktfläche von 0,2 mm² und Biegekräften von 5 bis 512 mN (Opti-hair 2, Marstock-Nervtest, Schriesheim) senkrecht auf die Haut gedrückt. Die Sinnesmodalität punktuelle Druck- bzw. Berührungswahrnehmung wird durch Stimulation der low-threshold-mechano-receptors (Druckrezeptoren) Merkelscheiben und Meissnerkörperchen an subepidermalen Endigungen der afferenten Aβ-Nervenfasern erzeugt.
- Zur Erzeugung punktueller mechanischer Druckschmerz-Einwirkung (Nadel-Druckschmerz) werden kalibrierte Monofilamente (Nadel-Stimulatoren, Pinprick-Stimulatoren) aus Metall verwendet, Kontaktfläche 0,05 mm², Stimulationskräfte 5 bis 512 mN (Pinprick MRC Systems, Heidelberg). Die Sinnesmodalität punktueller mechanischer Druckschmerz wird durch Stimulation der intraepidermalen freien Endigungen der afferenten Aδ-Nervenfasern und C-Nervenfasern (Nozizeptoren, high-threshold-mechano-receptors) erzeugt.
- Zur Erzeugung von Tiefendruckschmerz-Einwirkung wird ein sogenanntes Algometer (digitales Algometer der Firma Somedic, Schweden), eine Art Stempel mit einer Kontaktfläche von 1 cm², auf die Haut aufgedrückt. Dabei werden die Haut und darunter gelegene Gewebe komprimiert und simultan Nozizeptoren (high-threshold-mechano-receptors) und Druckrezeptoren (low-threshold-mechano-receptors)stimuliert. Es entsteht ein dumpfer Tiefendruckschmerz, der nicht genau lokalisierbar ist.

## DFNS-Referenzwerte (Normwerte)
Die vom DFNS an Gesicht, Hand und Fuß ermittelten Normwerte unterscheiden sich deutlich zwischen den Körperregionen, nicht aber zwischen linker und rechter Körperhälfte; sie sind außerdem alters- und (geringfügig auch) geschlechtsabhängig. Sie sind recht konstant bei wiederholter Prüfung bei jeder Person (intraindividuell), unterscheiden sich aber – wie die Anzahl von sensorischen Nervenfaserendigungen pro Quadratzentimeter Haut – erheblich zwischen Einzelpersonen (interindividuell).
| DFNS-Normwerte am Fuß (Auswahl). Nach Rolke, Baron, Maier et al. 2006, S. 236 |                          |                         |                        |                                                             |
| Sinnesmodalität                                                               | Reiz-Instrumente         | Maßeinheit(Messbereich) | Mess-Ort               | Wahrnehmungs-Schwelle, Durchschnitt (95%-Vertrauensbereich) |
| Vibration                                                                     | Rydel-Seiffer Stimmgabel | 8-tel (1-8)             | Innenknöchel           | ca. 7,5 (5,5-7,9) / 8                                       |
| Wärme                                                                         | Thermal Sensory Analyzer | °C (0-50)               | Fußrücken              | ca. 37 (33-44) °C                                           |
| Kälte                                                                         | Thermal Sensory Analyzer | °C (0-50)               | Fußrücken              | ca. 29 (23-32) °C                                           |
| Temperaturänderung                                                            | Thermal Sensory Analyzer | °C (0-50)               | Fußrücken              | ca. 7 (2,5-22) °C                                           |
| Wärmeschmerz                                                                  | Thermal Sensory Analyzer | °C (0-50)               | Fußrücken              | ca. 45 (39-50) °C                                           |
| Kälteschmerz                                                                  | Thermal Sensory Analyzer | °C (0-50)               | Fußrücken              | ca. 12 (2-28) °C                                            |
| Berührung (Druck), punktuell                                                  | Monofilamente Opti-hair2 | mN (0,25-512)           | Fußrücken              | ca. 3 (0,25-25) mN                                          |
| Druckschmerz, punktuell                                                       | Pinpricke MRC Systems    | mN (8-512)              | Fußrücken              | ca. 80 (15-430) mN                                          |
| Tiefendruckschmerz                                                            | Algometer Somedic        | kPa (1-2000)            | Fußsohle, Längsgewölbe | ca. 400 (250-1100) kPa                                      |

### Reproduzierbarkeit
Einzelne Untersuchungen unter Bedingungen und mit der Methodik des DFSN (Wahrnehmungsschwellen für Wärme- und Kältereize am Fußrücken und für Tiefendruckschmerz am Fuß-Längsgewölbe) wurden verschiedentlich auch von anderen Autoren unabhängig durchgeführt; ihre Ergebnisse stimmen mit den DFNS-Normwerten recht gut überein.

#### Ausgewählte Normwerte, außerhalb des DFNS-Protokolls erstellt
Andere Autoren untersuchten weitere Körperregionen bzw. gebrauchten andere Stimulationsinstrumente. Liniger et al. untersuchten mit der Rydel-Seiffer Stimmgabel die altersgemäße Vibrations-Wahrnehmungsschwelle am Großzehengrundgelenk (Normwerte um 4-7,5/8). Weitere Instrumente zur kontrollierten Erzeugung von Vibrationen sind elektrische Geräte, z. B. das Biothesiometer (Biomedical Instruments, Newbury/Ohio USA) und das Neurothesiometer (Horwell Scientific Laboratory Supplies, Nottingham UK) mit einer Vibrationsfrequenz von 50 bis 60 Hz und einem Stimulationsbereich von 1 Volt (minimale) bis 50 Volt (maximale Vibrationsamplitude), sowie das Somedic Vibrameter (Somedic, Schweden) mit einer Vibrationsfrequenz von 100 Hz und Vibrationsamplituden von 0,5 µm (feinstes Vibrieren) bis 500 µm (gröbstes Vibrieren). Die Vibrationsamplitude der Geräte wird vom Untersucher variiert, bis zur Wahrnehmung durch den Probanden. Krämer et al. untersuchten die Vibrations-Wahrnehmungsschwelle am Innenknöchel mit dem Somedic Vibrameter (Normwert um 2 µm); Peters et al. untersuchten die Großzehenspitze mit dem Biothesiometer (Normwert um 10 V).
Instrumente zur Messung des punktuellen Druck- bzw. Berührungsempfindens sind u. a. Semmes-Weinstein-Monofilamente aus Plastik (darunter das 10 g Monofilament, das zur Diagnostik der diabetischen Neuropathie gebräuchlich ist). Die normale (punktuelle) Druck- bzw. Berührungs-Wahrnehmungsschwelle an der Fußsohlenhaut des Längsgewölbes liegt bei 4-5 mN. Pinprick-Stimulatoren zur Erzeugung von punktuellem Druckschmerz werden auch aus optischer Glasfaser angeboten (Pinprick-Stimulatoren, Marstock Nervtest, Schriesheim; Kontaktflächen <0,1 mm²); damit bestimmten Wienemann et al. an der plantaren Zehenfalte eine normale Druckschmerz-Wahrnehmungsschwelle um 128 mN.

## Evidenz
Für diagnostische Zwecke ist das DFNS-Protokoll nicht allgemein gültig; das gesamte Testprotokoll ist aufwändig, dauert mindestens eine Stunde, ist störanfällig, und die verschiedenen sensiblen Modalitäten weisen unterschiedlich große interindividuelle Varianzen auf. Der Test kann nur ein zusätzliches Diagnosemittel sein, da die Evidenz besonders seitens prospektiver Studien bisher begrenzt ist. Die Test-Sensitivität ist deutlich niedriger als bei einer Hautbiopsie zur Zählung der intraepidermalen freien Nervenendigungen (IEFNE), die ihrerseits methodisch aufwändig und störanfällig ist. Eine Indikation kann jedoch bei unauffälligen Ergebnissen der konventionellen elektrophysiologischen Tests vorliegen, und vor allem bei Verdacht auf eine Läsion kleinkalibriger Nerven (vor allem bei der Small-Fiber-Neuropathie). Abweichungen von den (DFNS-)Normwerten können Krankheitswert haben, z. B. bei diabetischer Polyneuropathie (mit Verkümmern der Endigungen der sensiblen A-β-, A-delta- und C-Fasern, beginnend in den Enden der längsten Nerven des Körpers, d. h. in den Füßen) oder Lepra (durch Befall der Schwann-Zellen mit Mycobacterium leprae).

### Erniedrigte Wahrnehmungsschwellen (Überempfindlichkeit)
Gesenkte Pinprick-Druckschmerzschwellen an Fuß und Hand sind Begleiterscheinung beim Restless-legs-Syndrom und an den Händen bei Morbus Parkinson.

### Erhöhte Wahrnehmungsschwellen (verminderte Empfindlichkeit, Unempfindlichkeit)
Überdurchschnittlich erhöhte Reiz-Wahrnehmungsschwellen an Armen und Beinen finden sich bei Chemotherapie-induzierter Neuropathie, und am Bein bei peripherer arterieller Verschlusskrankheit. Erhöhung der Wahrnehmungsschwelle für Vibrationsempfinden auf 7 bis 14 µm (Somedic Vibrameter) am Innenknöchel repräsentiert eine fortgeschrittene diabetische Polyneuropathie; Erhöhung der Wahrnehmungsschwelle für Vibrationsempfinden auf 30 bis 50 V (Horwell Neurothesiometer) am Großzeh bedeutet – gegenüber einer geringeren Erhöhung – ein signifikant erhöhtes Risiko für schmerzlose diabetische Fußgeschwüre. Stark oberhalb des Normbereichs erhöhte Wahrnehmungsschwellen für punktuellen Druck [Semmes-Weinstein-Filament über 75 g (entsprechend 750 mN)] bzw. für punktuellen Druckschmerz [Pinprick über 512 mN (entsprechend 51,2 g)] an der Fußsohle finden sich – als pathogenetische Grundbedingung- bei schmerzlosen Fußgeschwüren bei Diabetes mellitus bzw. Lepra.
Die QST erlaubt keine Höhenlokalisation, auf welchem Spinalnerven-Niveau eine Störung vorliegt, und kann nicht periphere von zentralen Läsionen des Nervensystems unterscheiden. Auch eine ätiologische (Ursachen-)Zuordnung ist nicht möglich. Die Behandlungsleitlinien zum neuropathischen Schmerz listen die Testung als ergänzende „Kann“-Empfehlung.

## Historisches
Das Verfahren der quantitativen sensorischen Testung geht zurück auf die Sinnesphysiologen Ernst Heinrich Weber (1795–1878) und Max von Frey (1852–1932). Von Frey hatte 1896 erstmals mechanische Reizschwellenwerte der menschlichen Haut mittels kalibrierter Naturborsten bzw. Pferdehaare gemessen. Die Methode der Messung des Vibrationsempfindens mit einer speziell modifizierten Stimmgabel wurde erstmals 1903 von Adam Rydel und Friedrich Wilhelm Seiffer dargestellt.